# Ourapteryx purissima
Ourapteryx purissima là một loài bướm đêm trong họ Geometridae.